# Jaera
Jaera is een geslacht van pissebedden uit de familie van de Janiridae. Het is voor het eerst wetenschappelijk beschreven in 1814 door William Elford Leach.
Het geslacht omvat 19 soorten:
- Jaera albifrons Leach, 1814
- Jaera bocqueti Veuille & Kocatas, 1979
- Jaera caspica Kesselyak, 1938
- Jaera danubica Brtek, 2003
- Jaera forsmani Bocquet, 1950
- Jaera hopeana Costa, 1853
- Jaera ischiosetosa Forsman, 1949
- Jaera istri Veuille, 1979
- Jaera italica Kesselyak, 1938
- Jaera nordica Lemercier, 1958
- Jaera nordmanni (Rathke, 1837)
- Jaera petiti Schulz, 1953
- Jaera posthirsuta Forsman, 1949
- Jaera praehirsuta Forsman, 1949
- Jaera sarsi Valkanov, 1936
- Jaera schellenbergi Kesselyak, 1938
- Jaera sorrentina Verhoeff, 1943A
- Jaera syei Bocquet, 1950
- Jaera wakishiana Bate, 1865